# Communauté rurale de Djinany
La communauté rurale de Djinany est une communauté rurale du Sénégal située en moyenne Casamance, au sud du pays. 
Créée en 2010, elle fait partie de l'arrondissement de Boghal, du département de Bounkiling et de la région de Sédhiou.
Son chef-lieu est le village centre de Djinany.